# Gilbert Cohen
Gilbert Cohen est un joueur tunisien de volley-ball.
Il commence à pratiquer le volley-ball à l'âge de seize ans, au sein de l'Herzellia Sports, puis de l'Alliance sportive, de l'Union sportive tunisienne et de l'Étoile olympique La Goulette Kram. Durant ses études d'odontologie à Paris, il est régulièrement sélectionné dans l'équipe nationale de volley-ball.
En 1962, il fait ainsi partie de l'équipe qui participe au championnat du monde organisé à Moscou.